# Біказу-Арделян
Біказу-Арделян (рум. Bicazu Ardelean) — село у повіті Нямц в Румунії. Входить до складу комуни Біказу-Арделян.
Село розташоване на відстані 269 км на північ від Бухареста, 34 км на захід від П'ятра-Нямца, 130 км на захід від Ясс, 135 км на північ від Брашова.

## Населення
За даними перепису населення 2002 року у селі проживали 1764 особи.
Національний склад населення села:
| Національність | Кількість осіб | Відсоток |
| -------------- | -------------- | -------- |
| румуни         | 1757           | 99,6%    |
| угорці         | 7              | 0,4%     |

Рідною мовою назвали:
| Мова      | Кількість осіб | Відсоток |
| --------- | -------------- | -------- |
| румунська | 1758           | 99,7%    |
| угорська  | 6              | 0,3%     |